# Heresy
A Heresy brit hardcore punk/crust punk/thrashcore együttes volt 1985-től 1988-ig. Három albumot adtak ki, illetve szerepeltek John Peel DJ műsorában is. Alapító tagjai: Reevsy - gitár, ének, Kalvin "Kalv" Piper - basszusgitár és Steve Charlesworth - dob. Reevsy és Kalvin korábban a Plasmid nevű zenekar tagjai voltak. Reevsy kilépett a zenekarból, helyére Mitch Dickinson került, aki az Unseen Terror tagja volt. Ez a felállás turnézott Európában. 1988-ban Mitch is elhagyta az együttest, helyére Baz került a Ripcordból. 1988-ban feloszlottak.

## Stílusuk
Korai kiadványaikon a brit hardcore punk együttesek, mint a Discharge és az amerikai extrém metal együttesek, mint a Slayer és a Metallica hatása érezhető. Mikor Malcolm Reeves (Reevsy) helyére Kalvin Piper került, a zenekar "levetkőzte" magáról a metal stílus hatásait, és D.R.I. illetve Siege hatású thrashcore zenét kezdtek játszani.

## Diszkográfia
Kislemezek, EP-k
- Never Healed (1986)
- Thanks! (1987)
- Whose Generation? (1989)
- Live at Leeds (1990)

Albumok
- Heresy/Concrete Sox split (1987)
- Face Up to It (1988)
- 13 Rocking Anthems (1989)
- Never Slit Thanks (válogatáslemez, 1990)
- Voice Your Opinion (1992)
- Vision of Fear (1992)
- 1985-87 (2006)
- 20 Reasons to End It All (2007)

Koncert felvételek
- 1987 Excerpts from 4 Live Shows (DVD, 2006)